# Zeitgeister
Zeitgeister – album niemieckiej grupy muzycznej Caliban, wydany 14 maja 2021 nakładem Century Media Records.
Zawartość albumu stanowią wcześniej wydane kompozycje zespołu, nagrane w nowej interpretacji w całości z tekstami napisanymi w języku niemieckim (pierwotnie zostały one wydane z lirykami w języku angielskim). Wyjątkiem jest utwór „nICHts”, będący nową kompozycją.
Płytę promowały teledyski do utworów „Intoleranz”, „nICHts”.

## Lista utworów
| Nr | Utwór                  | Oryginalna kompozycja (album)                          | Czas |
| -- | ---------------------- | ------------------------------------------------------ | ---- |
| 1. | „Zeitgeister”          | instrumentalne intro                                   | 1:18 |
| 2. | „Trauma”               | „Arena Of Concealment” (A Small Boy and a Grey Heaven) | 3:19 |
| 3. | „Herz”                 | „I Will Never Let You Down” (The Awakening)            | 3:29 |
| 4. | „Ausbruch nach Innen”  | „Tyranny Of Small Misery” (Vent)                       | 5:01 |
| 5. | „Feuer, zieh' mit mir” | „Between The Worlds” (Shadow Hearts)                   | 3:44 |
| 6. | „Nichts ist für immer” | „All I Gave” (Say Hello to Tragedy)                    | 3:46 |
| 7. | „Intoleranz”           | „Intolerance” (A Small Boy and a Grey Heaven)          | 3:42 |
| 8. | „Mein Inferno”         | „My Little Secret” (The Opposite from Within)          | 3:40 |
| 9. | „nICHts”               | –                                                      | 4:06 |

## Twórcy
Skład zespołu
- Andreas Dörner – śpiew
- Marc Görtz – gitara elektryczna
- Denis Schmidt – gitara elektryczna
- Marco Schaller – gitara basowa
- Patrick Grün – perkusja

Udział innych
- Matthias „Matti” Odysseus (Nasty) – śpiew w utworze „Trauma”
- Benjamin Richter – produkcja muzyczna[4]